# Trojan Korsak (zm. 1773)
Trojan Korsak  herbu własnego (zm. 10 marca 1773 roku) – podwojewodzi połocki w latach 1755-1773, wójt połocki w latach 1749-1755, surogator grodzki połocki w latach 1749-1755.
Poseł województwa połockiego na sejm 1766 roku.